# Rim Džong-sim
Rim Džong-sim (korejsky: 림정심 , anglický přepis: Rim Jong-sim; * 5. února 1993 Pchjongjang) je severokorejská vzpěračka.
Je nositelkou dvou zlatých olympijských medailí. První získala v roce 2012 v Londýně v kategorii do 69 kg, druhou o čtyři roky později v Rio de Janeiru v kategorii do 75 kg.